# مجزرة عائلة ثابت (29 أكتوبر 2023)
مجزرة عائلة ثابت (29 أكتوبر 2023) هي مجزرةٌ ارتكبها سلاح الجوّ الإسرائيلي حينما أغارَ على بناية سكنية تتبع لعائلة ثابت. وخلال ساعات الليل الأولى ليوم الأحد الموافق 29 أكتوبر 2023 قام سلاح الجو بشن سلسلة غارات على حي الزوايدة، واستهدفت هذه الغارات بناية سكنية يعيش بها كافة أفراد عائلة ثابت. هذه المجزرة من ضمن عدة مجازر وقعت خلال عملية طوفان الأقصى. تسبّبت هذه المجزرة الإسرائيليّة والتي استهدفت منازل تضم عدد من المدنيين إلى استشهاد أكثر من 16 شهيداً من عائلة ثابت وجميعهم من عائلة واحدة.

## خلفية الحدث
في ساعاتِ الصباح الأولى من يوم السابع من أكتوبر 2023 أطلقت حركة المقاومة الإسلامية حماس عبر ذراعها العسكري كتائب الشهيد عز الدين القسام عملية طوفان الأقصى وذلك ردًا على الاعتداءات الإسرائيلية وتدنيس الأقصى والاستمرار في الاستيطان، كما أكّد على ذلك محمد الضيف القائد العام للقسّام والذي أعطى إشارة انطلاق العمليّة التي شهدت اقتحامًا من المقاومين لمستوطنات غلاف غزة ونجحوا في قتلِ عدد كبيرٍ من الجنود الإسرائيلين، وأسر عشرات آخرين كما استطاعوا خلال ساعات قطع عشرات الكيلومترات ووصلوا لمستوطنات أبعد من تلك المحيطة والقريبة من قطاع غزة.
استمرَّت الاشتباكات بين الجيش الإسرائيلي وبين المقاومين في عديد من المستوطنات وعلى رأسها مستوطنة سديروت. الرد الإسرائيلي على هذه العمليّة جاء من خلال شنّ سلاح الجو الإسرائيلي عشرات الغارات العشوائيّة على القطاع متسبّبة في مقتل عشرات المدنيين وتدمير البنية التحتية لمدن القطاع، ليصل حد فرض إغلاق شامل وقطع متعمد لكل الخدمات من ماء وكهرباء وغاز، وهو ما هدَّد حياة أكثر من مليونَي فلسطيني يعيشُ داخل القطاع الذي يُعاني أصلًا من تبعات الحصار الخانق عليهم منذ ستة عشر عاماً.

## المجزرة
في يوم الأحد الموافق 29 أكتوبر 2023، قامت طائرات الاحتلال الإسرائيلي بقصف منزل عائلة ثابت في منطقة بئر أبو صلاح بالزوايدة وسط مدينة غزة. حيثُ يعتبر هذا المكان أمن بحسب بيان جيش الاحتلال الذي دعى سكان القطاع للتوجه إلى منطقة وادي غزة. والزوايدة منطقة تقع إدارياً ضمن محافظة دير البلح. ومع ذلك؛ شنت الطائرات غارات جوية مكثفة في كافة أنحاء الزوايدة، وتمكنت سيارات الإسعاف والدفاع المدني من انتشال جثامين 16 مواطناً من عائلة ثابت، ومعظمهم أطفال ونساء إضافة إلى عشرات الجرحى.

## الضحايا
1. صباح عمر علي ثابت
2. عادل محمد جبرين ثابت
3. طارق عادل محمد ثابت
4. محمد عادل محمد ثابت
5. بلال عادل محمد ثابت
6. بيان عادل محمد ثابت
7. عبد الرحمن عادل محمد ثابت
8. معاذ عادل محمد ثابت
9. عادل طارق عادل ثابت
10. تالا طارق عادل ثابت
11. جوري طارق عادل ثابت
12. بشير أدهم بشير ثابت
13. ريتاج أدهم بشير ثابت
14. منذر أدهم بشير ثابت
15. محمد أدهم بشير ثابت
16. رزان أدهم بشير ثابت